# مقبرة بيسكاريوفسكي
مقبرة بيسكاريوفسكي (بالروسية: Пискарёвское мемориа́льное кла́дбище) هي مقبرة تقع في مدينة سانت بطرسبرغ بروسيا. مكرسة في الغالب لضحايا حصار لينينغراد.

## تاريخ
أحد أهم المقابر السوفيتية المرتبطة بالحرب العالمية الثانية، تم تصميم مجمع بيسكاريوفسكي التذكاري (1955-1960) من قبل المهندسين المعماريين ألكسندر فاسيليف وإفغويني ليفينسون. تم افتتاحه بمناسبة الذكرى الخامسة عشرة للفوز على ألمانيا النازية في 9 مايو 1960، وهو يجمع في 26 هكتار مقابر ما يقرب من 470,000 مدني و50000 من مقاتلي الجيش الأحمر الذين سقطوا خلال حصار لينينغراد، مدفونة في 186 مقبرة جماعية أقيمت على جانبي طريق طويل.

## أعلام
- ياكوف بيرلمان